# Достопримечательности Гродно
Достопримечательности Гродно - объекты, заслуживающие особого внимания, знаменитые или замечательные чем-либо, например, являющиеся историческим наследием, художественной ценностью в городе Гродно на территории современной Беларусь. В городе сохранились многочисленные памятники архитектуры и другие достопримечательности.

Впервые упоминается в Ипатьевской летописи под 1128 годом, когда в нём княжил городенский князь Всеволодко (потомок Ярослава Мудрого и зять Владимира Мономаха). Исторический центр города занимает площадь 300 гектаров и является памятником градостроительства и истории. Гродно — единственный в Белоруссии город, в котором очертания исторического центра сохранились в неизменном виде. Исторический центр Гродно — памятник архитектуры XVIII—XIX веков. Градостроительная композиция центра формировалась с учётом природного ландшафта — холмов, пойм рек и оврагов. Исторический центр города включен в список ценностей под номером 411Е000002.

## Известные достопримечательности

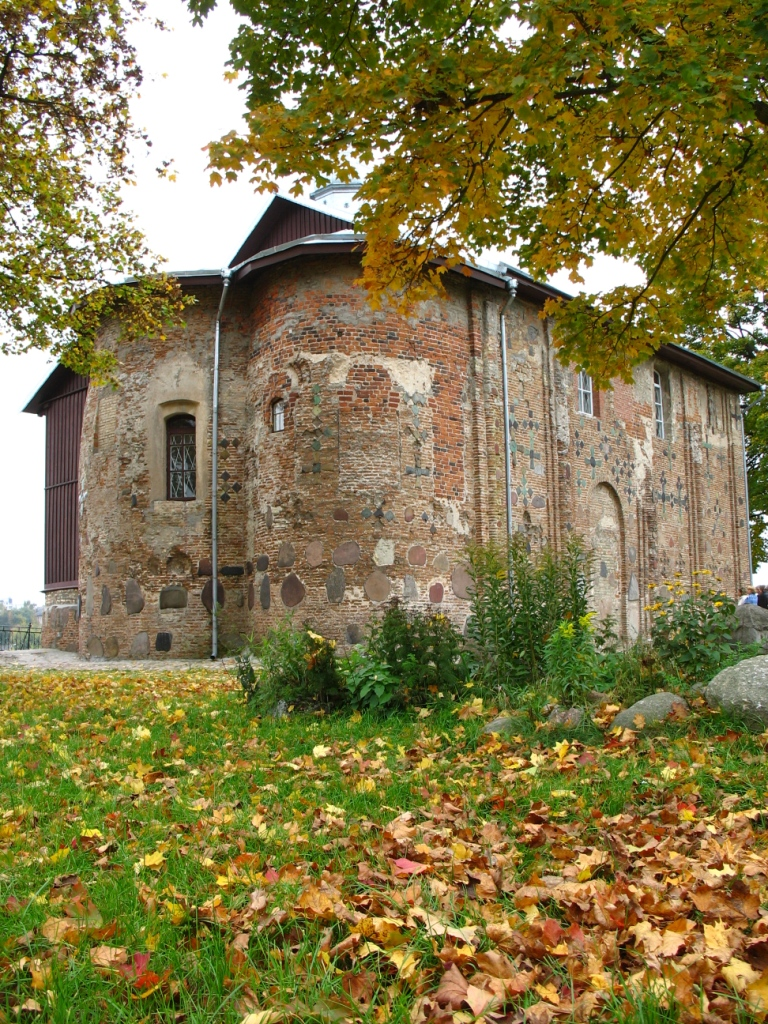
Борисоглебская церковь, Гродно

Борисоглебская (Коложская) церковь — памятник архитектуры древнерусского каменного зодчества, XII века. Наибольший интерес представляют её сохранившиеся фасады: поверхность стен декорирована вставками из обработанных и отполированных разноцветных валунов, а также вставками из майоликовых плиток различной окраски, образующих узоры в форме крестов и ромбов, и создающих впечатление инкрустации стен редкими камнями. Стены церкви ещё известны встроенными в них керамическими горшками (голосниками), предназначенными для улучшения акустики здания. 

Борисоглебская церковь расположена на высоком обрывистом берегу Немана, сохранилась не полностью: её своды и глава исчезли, когда южная и часть западной стены обрушились в реку из-за оползня в 1853 году. В первой половине XX века она была частично восстановлена (разрушенную часть заменили деревянной). Внутри сохранились фресковые росписи XII века. В настоящее время Борисоглебская церковь действующая.

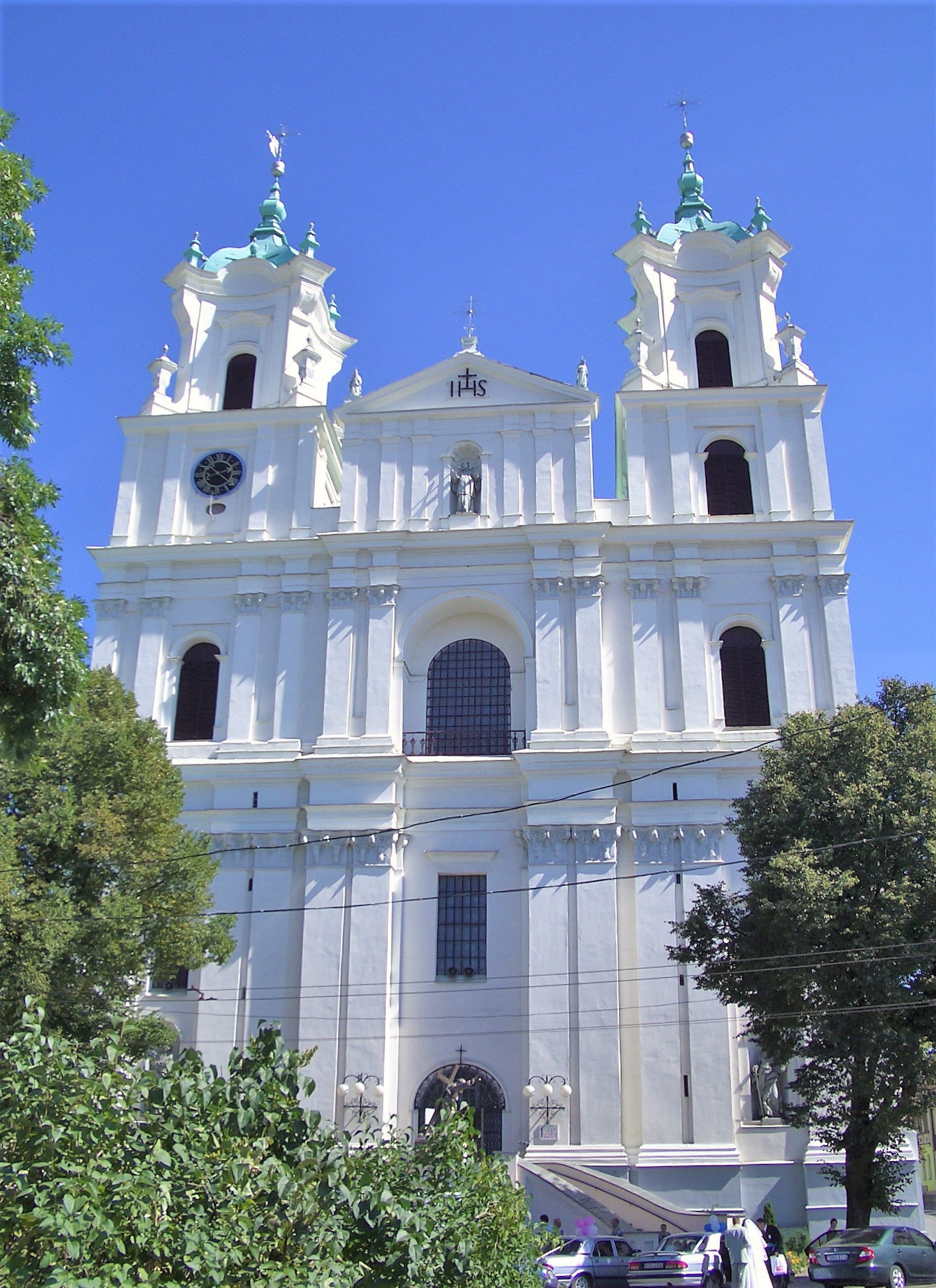
Костёл св. Франциска Ксаверия, Гродно

Кафедральный (ранее — Фарный) костёл Св. Франциска Ксаверия (1678) — выдающийся памятник архитектуры Беларуси XVII—XVIII веков. В прошлом костёл и монастырь иезуитов были самыми богатыми в Речи Посполитой. Они занимали целый квартал в центральной части города. В убранстве собора широко использовались средства архитектурной пластики, скульптура и живопись. Особую красоту интерьеру придают развитая многофигурная композиция в алтаре и опорные столбы, украшенные декоративными колонками иконостасов, выполненными целиком из дерева. Эти декоративные элементы имеют высокую художественную ценность. Фресковая роспись (1752) состоит из многосюжетных композиций, расположенных в арочных нишах, сводах и другом.
Костёл украшают самые древние в Европе действующие башенные часы, механизм которых изготовлен в конце XV столетия. Первоначально часы были установлены на башне городской ратуши, где проводились заседания магистрата, хранился архив, размещалась канцелярия и городская казна. Гродненская ратуша была разрушена во время военных действий и в XVIII веке часы были перенесены на башню костёла Св. Франциска Ксаверия (Советская пл.).

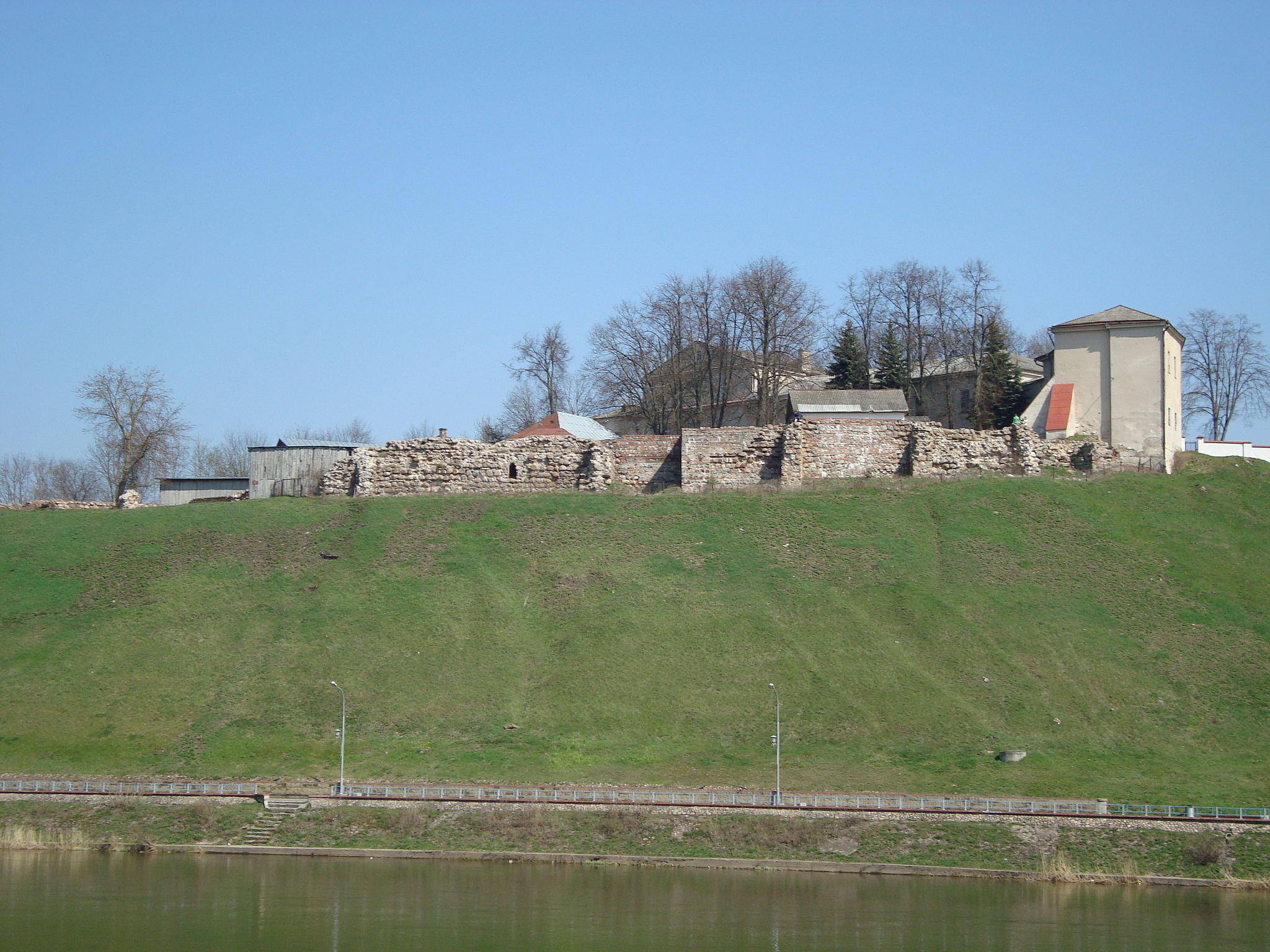
Старый замок в Гродно

Старый замок — комплекс оборонительных укреплений и светских построек (XI—XIX вв.). Замок возник как укреплённое поселение ещё в XI веке, с XII века деревянный замок стал княжеской резиденцией. Во времена правления великого князя Витовта в каменном замке имелось пять укрепленных башен. К восточной стене замка примыкал двухэтажный дворец. Въездная башня соединялась с городом подъёмным деревянным мостом.

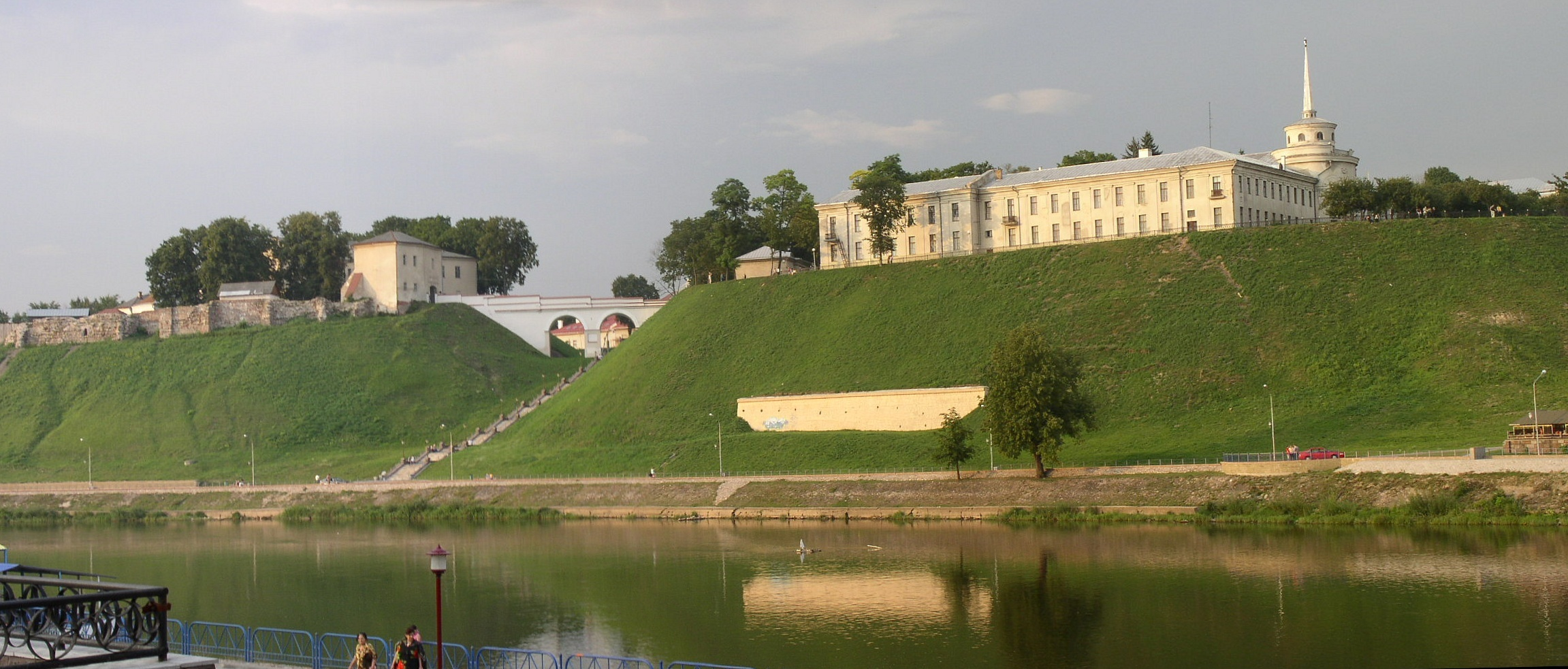
Новый замок в Гродно

В XVI веке при правлении короля Стефана Батория старый замок подвергся коренной перестройке. Заново были перестроены почти все стены и башни, в северной части замка был воздвигнут двухэтажный дворец в стиле ренессанса. 

В XVII—XVIII веках замок стал местом нескольких сражений, после чего отстраивался заново. В 1705 году, во время русско-шведской войны, в замке пребывал Пётр I во главе русской армии. К XIX веку от оборонительных стен и башен замка оставались руины, и дворец замка был перестроен с добавлением ещё одного этажа, что окончательно изменило его облик.
К старому замку ведёт каменный арочный мост, построенный ещё в XVII веке.
Новый замок — королевский дворец, построенный в 1734—1751 гг. в стиле позднего барокко. Дворец использовался  как летняя резиденция польских королей Августа III (1734—1763 гг.) и Станислава II (1764—1795 гг.), в нём проходили генеральные сеймы Речи посполитой.
Во время Великой Отечественной войны здание было разрушено, в 1952 году оно было отстроено заново в стиле советского неоклассицизма, после чего в нём размещался областной комитет КПСС. В настоящее время во дворце находится исторический музей и областная библиотека.

## Другие значительные достопримечательности
| #  | Изображение | Название | Примечания                                                                             | Дата                                     |
| -- | ----------- | --- | -------------------------------------------------------------------------------------- | ---------------------------------------- |
| 1  |             | Исторический центр Гродно | Наиболее сохранившийся в Беларуси                                                      | XII—XX века                              |
| 2  |             | Костёл и монастырь бернардинцев | Готика, ренессанс, барокко                                                             | XVI—XVIII века                           |
| 3  |             | Нижняя церковь | Древнерусский стиль, романика                                                          | XII век                                  |
| 4  |             | Костёл и монастырь францисканцев | Барокко                                                                                | XVII—XVIII века                          |
| 5  |             | Рождество-Богородичный монастырь | Барокко, классицизм                                                                    | XVIII век                                |
| 6  |             | Большая хоральная синагога | Мавританский стиль                                                                     | XVI—XX века                              |
| 7  |             | Костёл и монастырь бригиток | Барокко, ренессанс                                                                     | XVII век                                 |
| 8  |             | Костёл и монастырь Святого Духа | Ренессанс, барокко                                                                     | XVI-XX века                              |
| 9  |             | Монастырь доминиканцев | Барокко                                                                                | XVII-XVIII века                          |
| 10 |             | Лютеранская кирха | Неоготика                                                                              | XVIII-XIX века                           |
| 11 |             | Свято-Покровский собор | Русский стиль                                                                          | XX век                                   |
| 12 |             | Баториевка | Королевская резиденция Августа Сильного. Ренессанс, барокко                            | XVII-XX века                             |
| 13 |             | Станиславово (усадьба) | Королевская резиденция Станислава Августа Понятовского. Классицизм, барокко            | XVIII век                                |
| 14 |             | Иезуитская аптека | Старейшая аптека Беларуси. Барокко                                                     | XVIII век                                |
| 15 |             | Театр Понятовского | Известен как театр Тизенгауза, театр кукол, городской театр. Старейший театр Беларуси. | XVIII век                                |
| 16 |             | Кинотеатр "Красная звезда" | Старейший действующий кинотеатр Беларуси и один из старейших в Восточной Европе.       | XX век                                   |
| 17 |             | Зоопарк | Первый в Беларуси                                                                      | XX век                                   |
| 18 |             | Старый мост | Мост через Неман                                                                       | XX век                                   |
| 19 |             | Здание БИП | Бывшая фабрика Шерешевского                                                            | XIX век                                  |
| 20 |             | Драматический театр | Советская архитектура                                                                  | XX век                                   |
| 21 |             | Часовня Святых Апостолов Петра и Павла, объект Государственного списка историко-культурных ценностей Республики Беларусь. Код: 412Г000664 | классицизм                                                                             | XIX век, восстановлен в 1996—1998 годах. |
| 22 |             | Дом врача Тальгейма | модерн                                                                                 | начало XX века                           |

## Достопримечательности ближайших окрестностей
| # | Изображение | Название                                     | Примечания               | Дата      |
| - | ----------- | -------------------------------------------- | ------------------------ | --------- |
| 1 |             | Святский дворец (д. Святск, 20 км от Гродно) | Барокко                  | XVIII век |
| 2 |             | Форты гродненской крепости (вокруг Гродно)   | Состояла из 13-ти фортов | XX век    |
| 3 |             | Августовский канал                           | Длина 100,2 км           | XIX век   |

## Ныне не существующие
- Александро-Невская церковь
- Занеманская деревянная синагога
- Фара Витовта
- польский памятник свободы